# Walter Frei (Theologe)

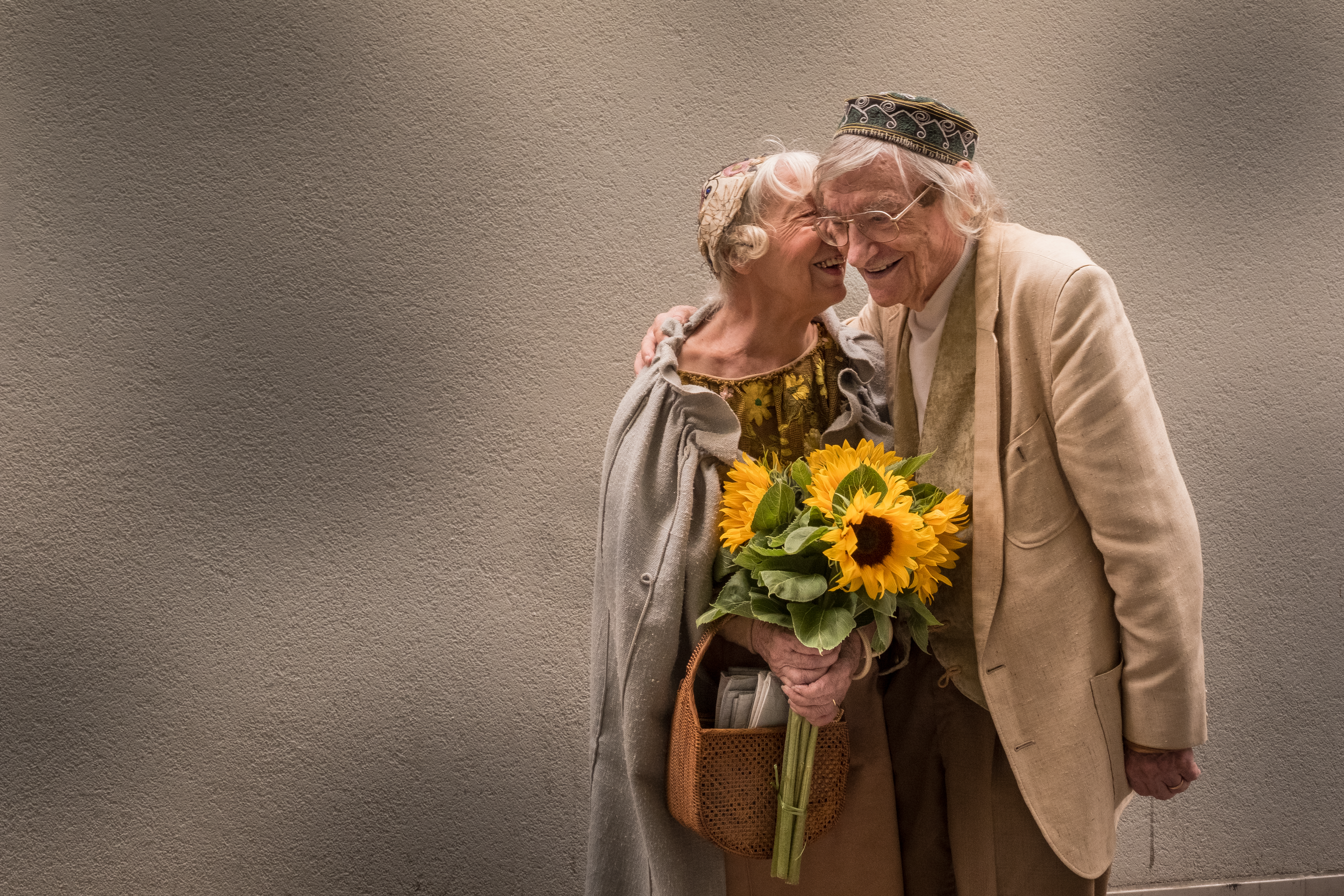
Walter Frei mit seiner Ehefrau Silvia, fotografiert von Rolf Neeser (2017)

Walter Frei (* 17. März 1927 in Luzern; † 2. April 2022 in Langnau im Emmental) war ein Schweizer christkatholischer Theologe.

## Leben
Er war der Sohn des Bühnenbeleuchters Hans Frei und der Pauline geborene Stadelmann. Walter Frei besuchte das Gymnasium in Luzern und studierte von 1947 bis 1952 Theologie in Bern und Paris. Er heiratete 1952 Silvia Maria Cantieni. Walter Frei empfing 1952 die Priesterweihe in der Christkatholischen Kirche der Schweiz und promovierte 1956 in Bern. Von 1952 bis 1962 war er als Pfarrhelfer in Basel tätig. Er lehrte von 1957 bis 1992 als nebenamtlicher Professor für Kirchengeschichte (ab 1974 auch für Seelsorge) an der christkatholisch-theologischen Fakultät der Universität Bern und unterrichtete von 1966 bis 1993 Musikgeschichte am Konservatorium Biel. Daneben führte Frei ab den 1970er Jahren eine psychotherapeutische Praxis und betätigte sich als Schriftsteller, Maler und Musiker. Sein Roman Der Stubenhocker (1968) wurde 1982 mit einer Ehrenurkunde der Accademia Italia ausgezeichnet. Er stellte seine Bilder, die meist der ungegenständlichen Malerei zuzurechnen sind, auch in Galerien im In- und Ausland aus, später vor allem zusammen mit Miniaturen seiner Frau. Die Leidenschaft des Paars galt der Erforschung und der stilechten Wiedergabe von mittelalterlichen Musikstücken; sie gaben als Duo für Musik des Mittelalters und der Renaissance Konzerte und nahmen auch Schallplatten auf.

## Schriften (Auswahl)
- Das Entstehen mehrstimmiger Musik und die Einheit des Glaubens. Basel 1964, OCLC 475526617.
- Der Stubenhocker. Historischer Roman in abgekürztem Verfahren. Luzern 1976, ISBN 3-7239-0038-0.
- Johann Sebastian Bach in den Wandlungen der europäischen Geistesgeschichte. Dargestellt am Schlusschor der Matthäus-Passion. Wiesbaden 1986, ISBN 3-7651-0222-9.
- Der geschichtliche Ort von Albert Schweitzers Bach-Deutung. Luzern 1989, ISBN 3-7239-0075-5.